# Amauromyza shepherdiae
Amauromyza shepherdiae är en tvåvingeart som beskrevs av Sehgal 1971. Amauromyza shepherdiae ingår i släktet Amauromyza och familjen minerarflugor.
Artens utbredningsområde är Alberta. Inga underarter finns listade i Catalogue of Life.